# Calypso-Kliffs
Die Calypso-Kliffs sind zwei markante Felsenkliffs von 850 m Höhe an der Bowman-Küste des Grahamlands auf der Antarktischen Halbinsel. Sie ragen im südlichen Teil des Bowman Inlet unmittelbar westlich des Mündungsgebiets des Cronus-Gletschers auf.
Luftaufnahmen entstanden am 28. September 1940 bei der United States Antarctic Service Expedition (1939–1941) sowie am 22. Dezember 1947 bei der US-amerikanischen Ronne Antarctic Research Expedition (1947–1948). Der Falkland Islands Dependencies Survey nahm im Dezember 1958 Vermessungen der Kliffs vor. Das UK Antarctic Place-Names Committee benannte sie 1962 nach Calypso, der Tochter des Titanen Atlas aus der griechischen Mythologie.